# 增田英二
增田英二（日语：／ Masuda Eiji，1985年8月13日—），日本漫畫家。男性。出身於兵庫縣。

## 經歷
曾是兵庫縣姬路市少年棒球隊「網干西膽量水牛隊」的球員，並為2022年慶祝該團體成立45 週年紀念小冊子繪製了封面插圖。
專門學校藝術學院神戶畢業。跟他同期的包括古味直志和野友行。2007年以《巡回鬼》獲得《週刊少年Champion》（秋田書店）第67屆新人漫畫獎鼓勵獎。
之後，2007年在《週刊少年Champion》發表《獅狼拉比特》，2010年的《透明人的製作方法》進行短期集中連載，及《SAKURA六人行》、《其實我是…》都在同一本雜誌上連載。《其實我是…》連載期間被改編成電視動畫、舞台劇。2018年1月至11月，在同一雜誌連載《週刊少年小八》。

## 作品列表

### 連載
- 獅狼拉比特（《週刊少年Champion》2007年53號—2008年2、3合併號）—短期集中連載。
- 透明人的製作方法（日语：透明人間の作り方）（《週刊少年Champion》2010年10號—17號）—短期集中連載。
- SAKURA六人行（日语：さくらDISCORD）（《週刊少年Champion》2011年—2012年）
- 其實我是…[4]（《週刊少年Champion》2013年—2017年）
- 週刊少年小八（日语：週刊少年ハチ）（《週刊少年Champion》2018年內）
- 夢見仙境（《別冊少年Champion（日语：別冊少年チャンピオン）》2020年9月號[5]—2022年1月號[6]）
- 今朝搖曳依舊（《別冊少年Champion》2024年3月號—連載中）

### 短篇
- 巡回鬼（《週刊少年Champion》第67屆（2006年下期）新人漫畫獎鼓勵獎[7]）
- 第一次當上魔王（《週刊少年Champion》2008年GW增刊號）
- 歡迎光臨幽樂町（《別冊少年Champion（日语：別冊少年チャンピオン）》2012年11月號）
- 其實我是…×吸血鬼馬上死（《週刊少年Champion》2016年13號，吸血鬼特別聯名短篇）

### 書籍
- 《SAKURA六人行（日语：さくらDISCORD）》，秋田書店〈少年Champion Comics（日语：少年チャンピオン・コミックス）〉2012年，全5冊
- 《其實我是…》，秋田書店〈少年Champion Comics〉2013年—2017年，全22冊
- 《透明人的製作方法（日语：透明人間の作り方）》，秋田書店〈少年Champion Comics〉2014年，全1冊
- 《週刊少年小八（日语：週刊少年ハチ）》，秋田書店〈少年Champion Comics〉2018年—2019年，全5冊
- 《夢見仙境》，秋田書店〈少年Champion Comics〉，全4冊
  1. 2021年5月7日發行[8][9] ISBN 978-4-253-29221-4
  2. 2021年8月6日發行[10] ISBN 978-4-253-29222-1
  3. 2021年11月8日發行[11] ISBN 978-4-253-29223-8
  4. 2022年2月8日發行[12] ISBN 978-4-253-29224-5
- 《今朝搖曳依舊》，秋田書店〈少年Champion Comics〉，已出版1冊（截至2024年9月6日）
  1. 2024年9月6日發行[13][14] ISBN 978-4-253-29661-8

## 師父
- 村田雄介[15]

## 外部連結
- 增田英二的X（前Twitter） （日語）